# 自由主义者 (杂志)
《自由主义者》杂志是一本总部设在英国伦敦的杂志，致力于在全世界推广自由主义，2004年至2009年以印刷品形式出版，2012年之前以网络版形式发行。该杂志聚焦财产、政治与文化三大领域。本杰明·拉姆（Benjamin Ramm）曾是该杂志的主编，露易丝·怀特利（Louise Whiteley）曾是该杂志的副主编。
该杂志探讨了自由主义对一系列文化问题的态度，并鼓励自由政治（liberal politics）与自由艺术（liberal arts）之间相互对话。在意识形态上，《自由主义》对“自由主义”这一概念提出了挑战，主张自由主义传统（liberal tradition）的连续性，这种传统在社会自由主义中得到了现代表达。
该杂志自称与1822年由英国浪漫主义诗人珀西·比希·雪莱、拜伦勋爵以及詹姆斯·亨利·利·亨特（James Henry Leigh Hunt）创办的一份短暂存在的期刊《自由主义者》（The Liberal）一脉相承。在原版停刊180年后，现代版《自由主义者》于2004年7月推出——“以恢复自由主义并重振公共领域”。